# アンディ・ウォード
アンディ・ウォード（Andy Ward、1952年9月28日 - 、イングランド・エプソム出身）は、イングランドのプログレッシブ・ロック・ドラマーである。

## 生い立ち
ウォードは、ロンドン市のフリーメンズ・スクールに通った。13歳の時、Jim Butt（ギター）、Doug Houston（ボーカル）、Colin Burgess（ベース）、Jan（Murray）Obodynski（キーボード）による地元のロック・バンドでドラムを叩き始めた。

## 略歴

### キャメル（1971年-1981年）
ウォードは、1971年に結成されたプログレッシブ・ロック・バンド、キャメルの結成メンバーとなった。これはウォードが最初に参加したバンド、ザ・ブリュー (The Brew)から発展したものだった。イギリスのプログレッシブ・ロック・ムーブメントを代表し輝いていたバンドの1つであるキャメルは、1975年にロイヤル・アルバート・ホールでアルバム『スノー・グース』をロンドン交響楽団の伴奏と共に演奏して、世界中でかなりの成功を収めた。1981年、アルコールや薬物による問題を含む健康状態が悪化したため、バンドからの脱退を余儀なくされた。

### マリリオン（1983年）
2年後、ネオ・プログレッシブ・ロック・バンドのマリリオンで一時的に復活し、デビュー・アルバム『独り芝居の道化師』のヒットシングル「ガーデン・パーティ」のミュージック・ビデオに登場、当時解任されたオリジナル・ドラマーだったミック・ポインターの代わりに3ヶ月にわたって演奏を行った。ウォードとバンドのパフォーマンスは、BBCの音楽番組『The Old Grey Whistle Test』に出演したときの「Forgotten Sons」の演奏が残されている。マーク・ケリーによると、ウォードは業界で有名だったため、特にオーディションなしでバンドに採用されたという。しかし、彼の個人的な問題が再浮上し、バンドの最初のアメリカ・ツアーの途中で神経衰弱となって、ケリーとフィッシュの両方からリコールされた。

### カンタベリー（1987年-2002年）
1990年代を通して、ウォードはリチャード・シンクレアのバンド、キャラヴァン・オブ・ドリームスや、ゴーイング・ゴーイングで、シンクレア、ヒュー・ホッパー、ヴィンス・クラーク、マーク・ヒウィンズと一緒に仕事した。1994年にはキャメルとキャラヴァンの双方からのメンバーを結びつけた進歩的なスーパーグループ、ミラージュ (Mirage)に加わった。他のプロジェクトでは、スタジオのみのグループであるChrys&Themumsへの参加や、曲を組み立てる前にウォードからのドラム・トラックを受け取って音楽制作を行ったたエキセントリックなシンガーソングライターのYukio Yung（別名Terry Burrows）によるものがあった。この頃、ウォードはカルトなイングランドのロック・バンド、ベヴィス・フロンド (Bevis Frond)でフルタイムのドラマーとなり、一緒にレコーディングやツアーを行った。

### 現在
2002年、キャメルや他のプロジェクトでの彼の仕事がフィーチャーされているコンピレーションCD『Sticking Around』がリリースされた。
2003年に、ウォードはザ・ブリューの元メンバー（アンドリュー・ラティマー、ダグ・ファーガソン）との短期間の再結成に参加し、アルバムのためのマテリアルをレコーディングしたが、ラティマーの進行中の健康問題のためにその発表は実現しなかった。

## ディスコグラフィ

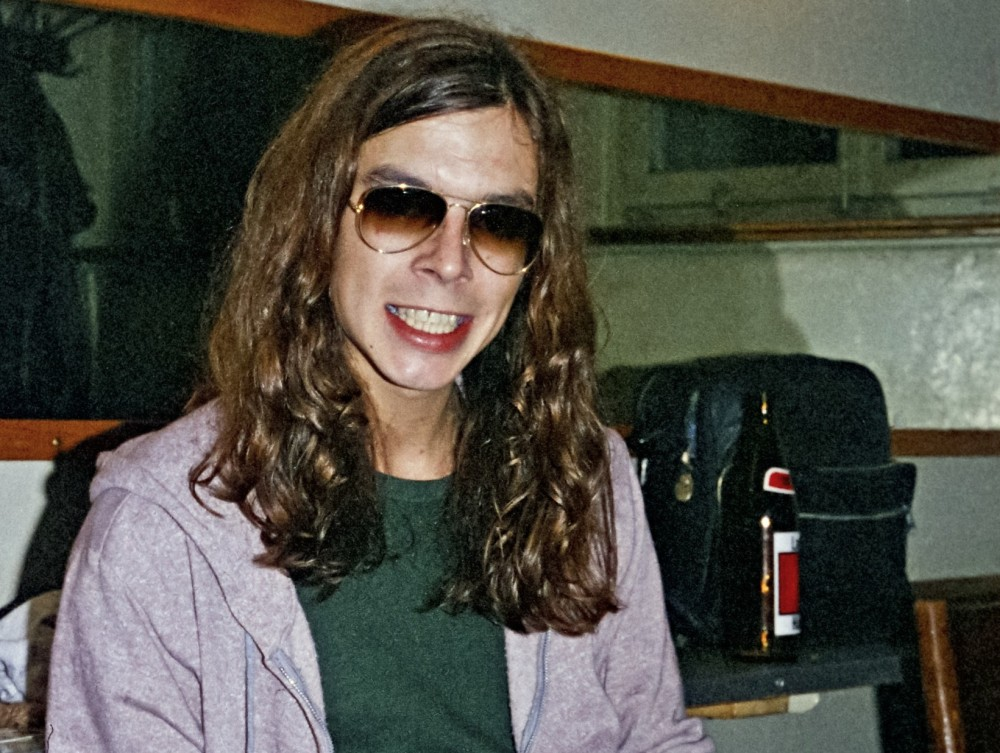
チューリッヒでのアンディ・ウォード（1975年12月）

### ソロ・アルバム
- Sticking Around (2003年) ※過去の参加バンドの曲を集めたコンピレーション

### キャメル
- 『キャメル・ファースト・アルバム』 - Camel (1973年)
- 『ミラージュ（蜃気楼）』 - Mirage (1974年)
- 『スノー・グース』 - The Snow Goose (1975年)
- 『ムーン・マッドネス「月夜の幻想曲（ファンタジア）」』 - Moonmadness (1976年)
- 『雨のシルエット』 - Rain Dances (1977年)
- 『ブレスレス - 百億の夜と千億の夢 -』 - Breathless (1978年)
- 『ライヴ・ファンタジア』 - A Live Record (1978年)
- 『リモート・ロマンス』 - I Can See Your House From Here (1979年)
- 『ヌードの物語 - Mr.Oの帰還 -』 - Nude (1981年)
- 『キャメル・オン・ザ・ロード 1972』 - On the Road 1972 (1992年)
- 『キャメル・オン・ザ・ロード 1981』 - BBC On the Road 1981 (1996年)

### ベヴィス・フロンド
- Sprawl (1994年)
- Superseeder (1995年)
- Valedictory Songs (1998年)
- Live at the Great American Music Hall (1998年)
- What Did for the Dinosaurs (2002年)

### キャラヴァン・オブ・ドリームス
- 『キャラヴァン・オブ・ドリームス』 - Richard Sinclair's Caravan of Dreams (1992年)
- An Evening of Magic (1993年)

### その他の参加アルバム
- フィリップ・グッドハンド・テイト : 『真実の心』 - I Think I'll Write a Song (1971年)
- エイドリアン・ショウ : Tea for the Hydra (1985年)
- トッド・ディリンガム With リチャード・シンクレア、ジミー・ヘイスティングス、アンディ・ウォード : The Wilde Canterbury Dream (1992年)
- トッド・ディリンガム : Vastrmpty Spaces (1993年)
- スカブッシュ : Freetown (1993年) ※1988年録音
- ユキオ・ユング (Yukio Yung) : Goodbye Pork Pie Brain (1995年)
- ユキオ・ユング : Hello Pulsing Vein (1995年)
- ミラージュ : 『ライヴ 1994』 - Live 14th December 1994 (1995年)
- ユキオ・ユング : Mostly Water (1996年)
- リチャード・シンクレア : R.S.V.P. (1997年)
- ザ・デヴィアンツ : 『ミック・ファレンの地球脱出計画』 - Have Left the Planet (1997年)
- カントリー・ジョー・マクドナルド : Eat Flowers and Kiss Babies (1998年)
- クリサンサマムズ (Chrys&Themums) : The Baby's Head (1999年)
- スティーヴ・アダムス : Vertigo (1999年)
- アントン・バーボー : King of Missouri (2002年)
- ヒュー・ホッパー & ジュリアン・ホイットフィールド : In a Dubious Manner (2003年)